# Bambiderstroff
Bambiderstroff (deutsch Baumbiedersdorf, lothringisch Bambidaschtroff) ist eine französische Gemeinde mit 1024 Einwohnern (Stand 1. Januar 2022) im Département Moselle in der Region Grand Est (bis 2015 Lothringen).

## Geographie
Die Gemeinde Bambiderstroff liegt in Lothringen, 40 Kilometer östlich von Metz, 14  Kilometer südsüdöstlich von Boulay-Moselle (Bolchen) und sieben Kilometer nördlich von Faulquemont (Falkenberg) am Albbach und am südwestlichen Rand des Warndt, sechs Kilometer westlich von Saint-Avold (Sankt Avold).

## Geschichte
Der Ort wurde 1121 erstmals als Brudeville erwähnt, er wurde im Dreißigjährigen Krieg schwer zerstört und entvölkert und erst allmählich wiederaufgebaut und neu besiedelt.
Bambiderstroff gehörte zur österreichischen Exklave Rollingen. 1766 hatte Frankreich sich nach der Annexion Lothringens die Lehnshoheit über die Herrschaft Rollingen, als einem lothringischen Erblehen, vorbehalten. Am 16. Mai 1769 trat Österreich die ihm verbliebenen Rechte an der Herrschaft an Frankreich ab.
Durch den Frankfurter Frieden vom 10. Mai 1871 kam die Region an das deutsche Reichsland Elsaß-Lothringen, und das Dorf wurde dem Kreis Bolchen im Bezirk Lothringen zugeordnet. Die Dorfbewohner betrieben Getreidebau und Viehzucht.
Nach dem Ersten Weltkrieg musste die Region aufgrund der Bestimmungen des Versailler Vertrags 1919 an Frankreich abgetreten werden. Im Zweiten Weltkrieg war die Region von der deutschen Wehrmacht besetzt.

### Bevölkerungsentwicklung
| Jahr      | 1962 | 1968 | 1975 | 1982 | 1990 | 1999 | 2007 | 2019 |
| Einwohner | 762  | 786  | 808  | 833  | 885  | 901  | 1012 | 1055 |

## Sehenswürdigkeiten

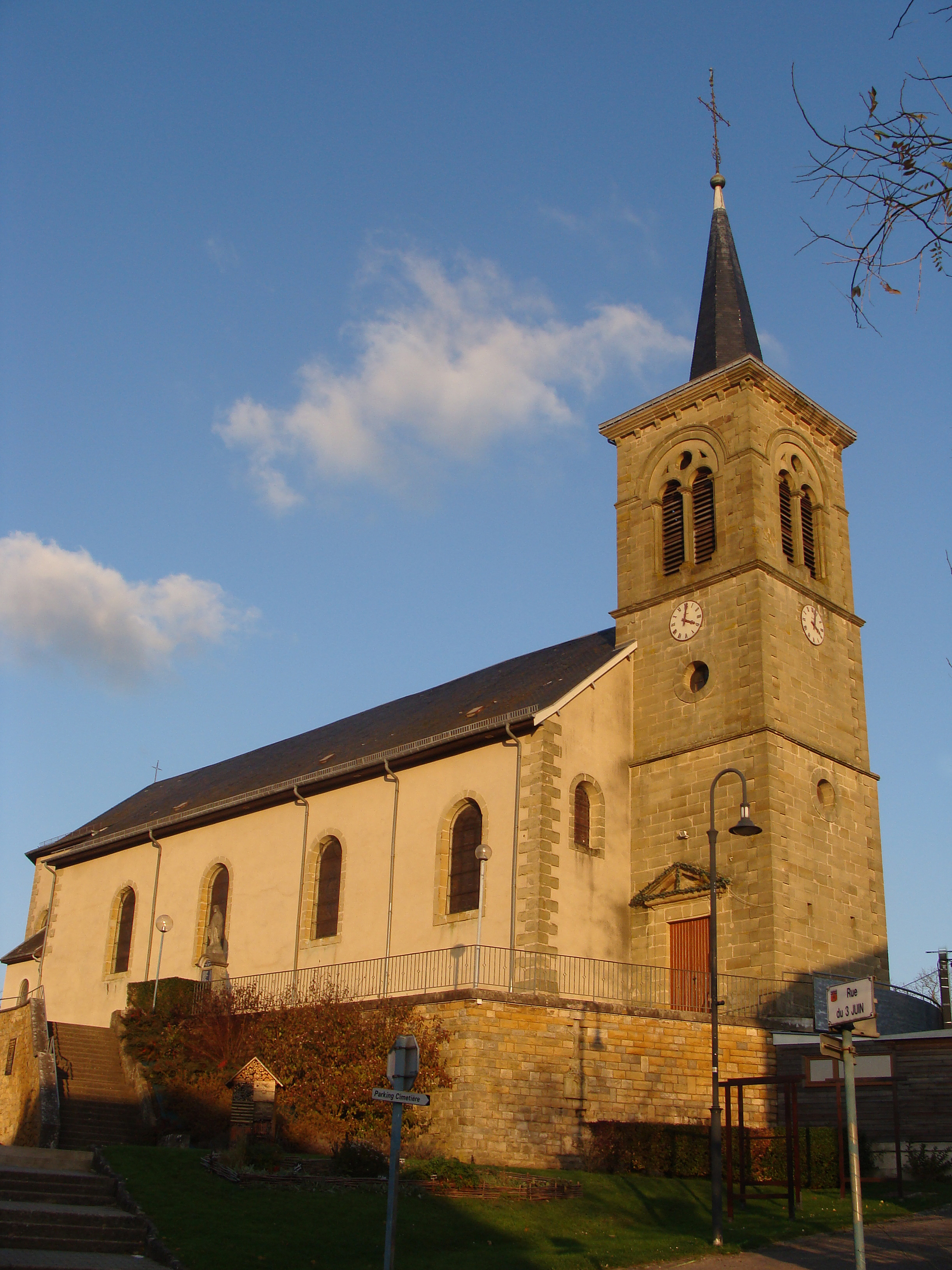
Kirche St. Félix de Nol
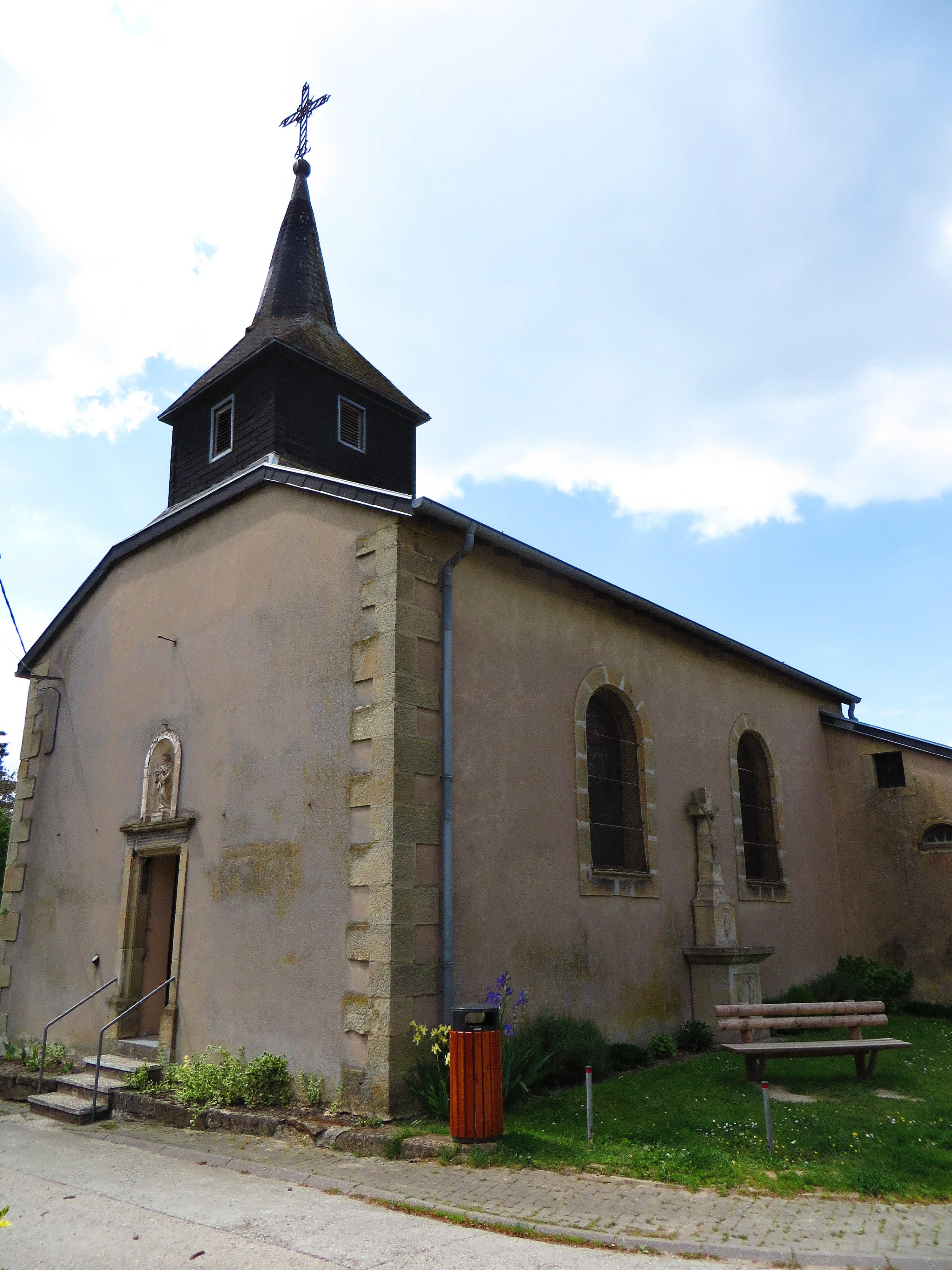
Kapelle Notre-Dame-de-la-Paix
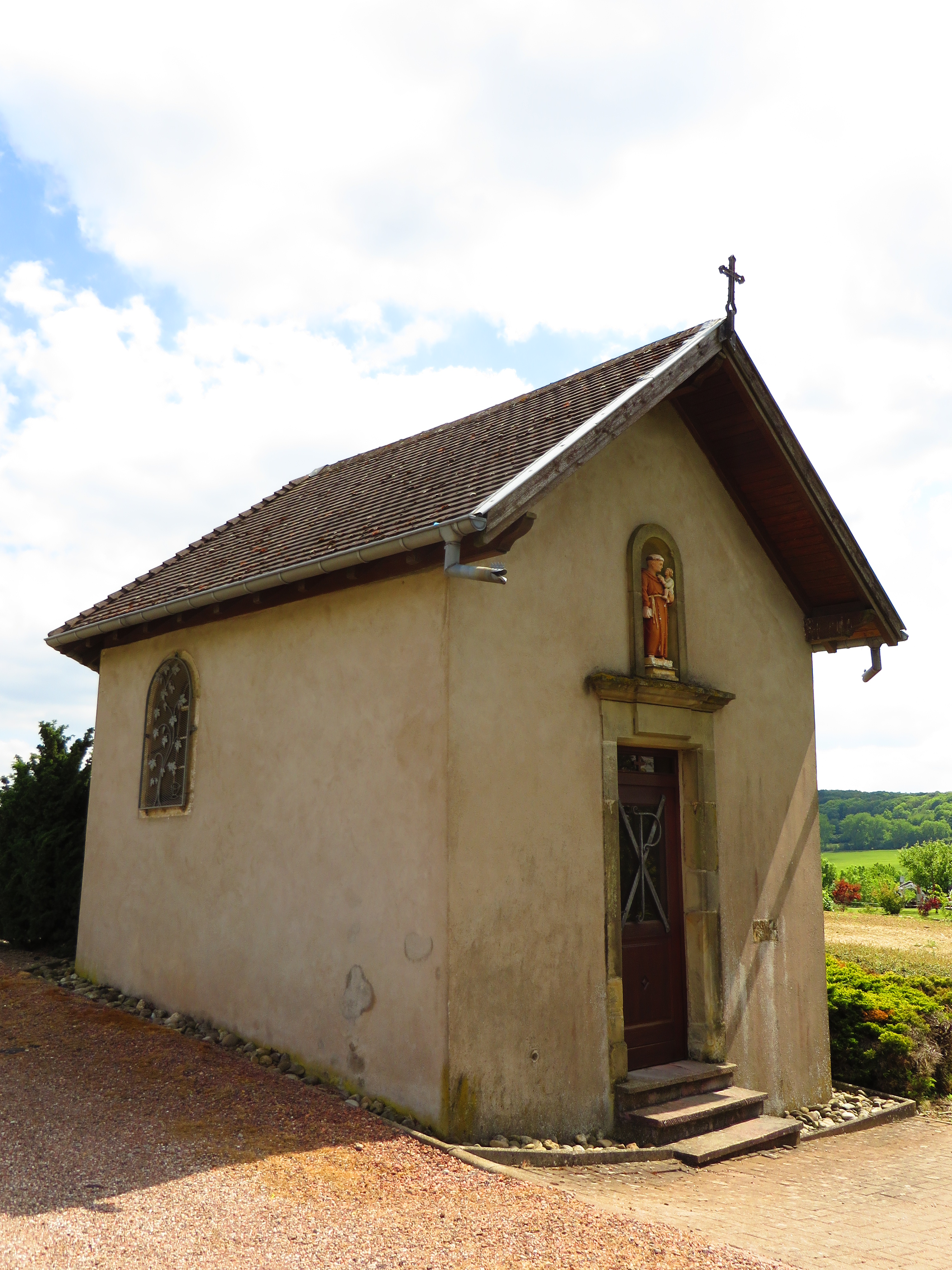
Kapelle St. Antoine
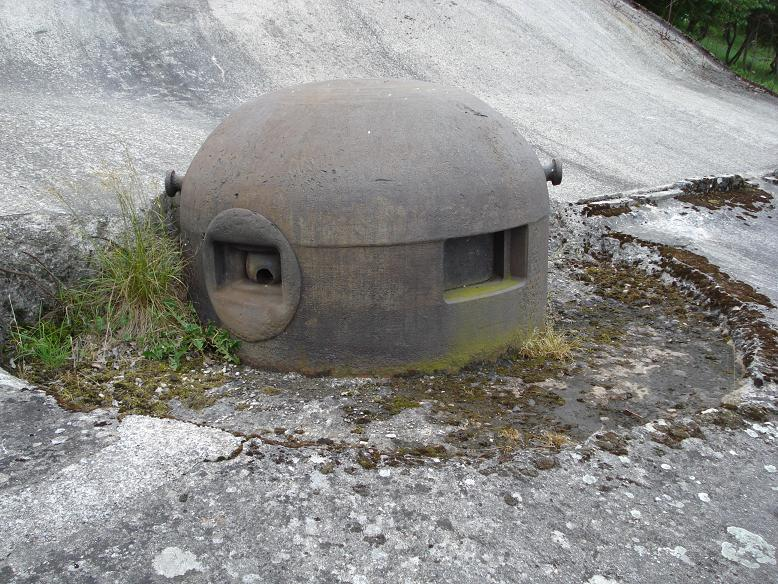
Ehemaliger Bunker (Ouvrage Einseling)
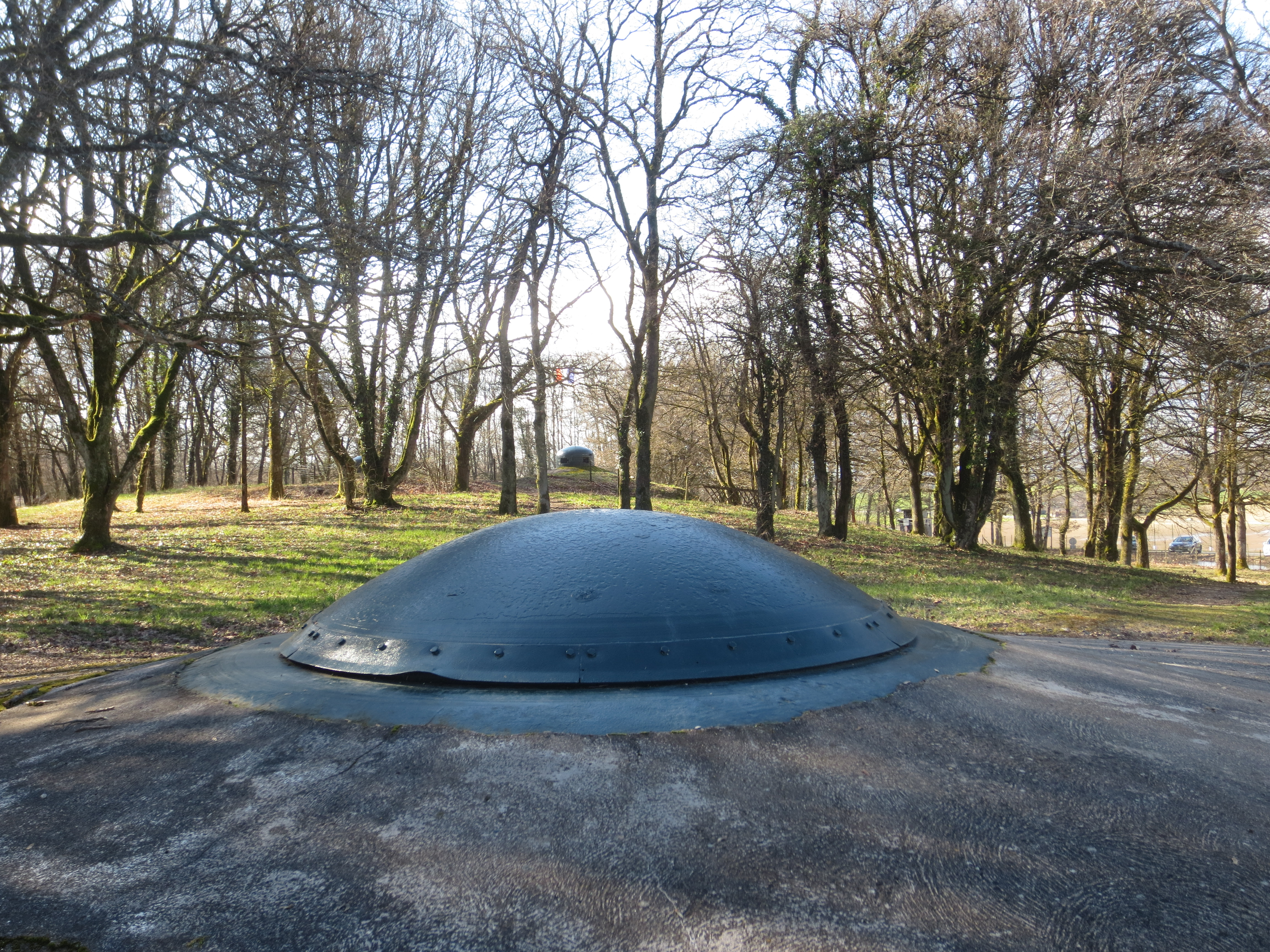
Ehemaliger Bunker (Ouvrage de Bambesch)

- Alte Bunkeranlagen

- Kirche St. Félix de Nol
- Kapelle Notre-Dame-de-la-Paix
- Kapelle St. Antoine
- Ehemaliger Bunker (Ouvrage Einseling)
- Ehemaliger Bunker (Ouvrage de Bambesch)